# Lewis Golding Arnold
Lewis Golding Arnold, ameriški general, * 15. januar 1817, † 22. september 1871.

## Življenjepis
Leta 1837 je diplomiral na Vojaški akademiji ZDA in bil nato dodeljen 2. artilerijskemu polku, s katerim se je udeležil bojev proti ameriškim staroselcem in Mehičanom. Za izkazane zasluge med slednjo vojno je bil povišan brigadnega generala prostovoljcev. 10. novembra 1862 je doživel infarkt, zaradi katerega je postal paraliziran; posledično se je februarja 1864 upokojil.